# Lac Françoys-Malherbe
Lac Françoys-Malherbe är en sjö i Kanada.   Den ligger i regionen Nord-du-Québec och provinsen Québec, i den östra delen av landet, 1 800 km norr om huvudstaden Ottawa. Lac Françoys-Malherbe ligger 70 meter över havet. Arean är 24,4 kvadratkilometer. Den sträcker sig 18,2 kilometer i nord-sydlig riktning, och 4,7 kilometer i öst-västlig riktning.
Trakten runt Lac Françoys-Malherbe består i huvudsak av gräsmarker. Trakten runt Lac Françoys-Malherbe är nära nog obefolkad, med mindre än två invånare per kvadratkilometer.